# Maison d'arrêt d’Épinal
La maison d'arrêt d’Épinal est une maison d'arrêt française située à Épinal, dans le département des Vosges, en région Grand Est.

## Description
Ouverte en 1988, la maison d'arrêt est implantée près d'une zone commerciale. Elle est composée de plusieurs secteurs distincts : un pour les hommes, un pour les femmes, un autre pour les mineurs masculins, ainsi qu'un quartier de semi-liberté dédié aux hommes,.